# Ge-Ma-Hi

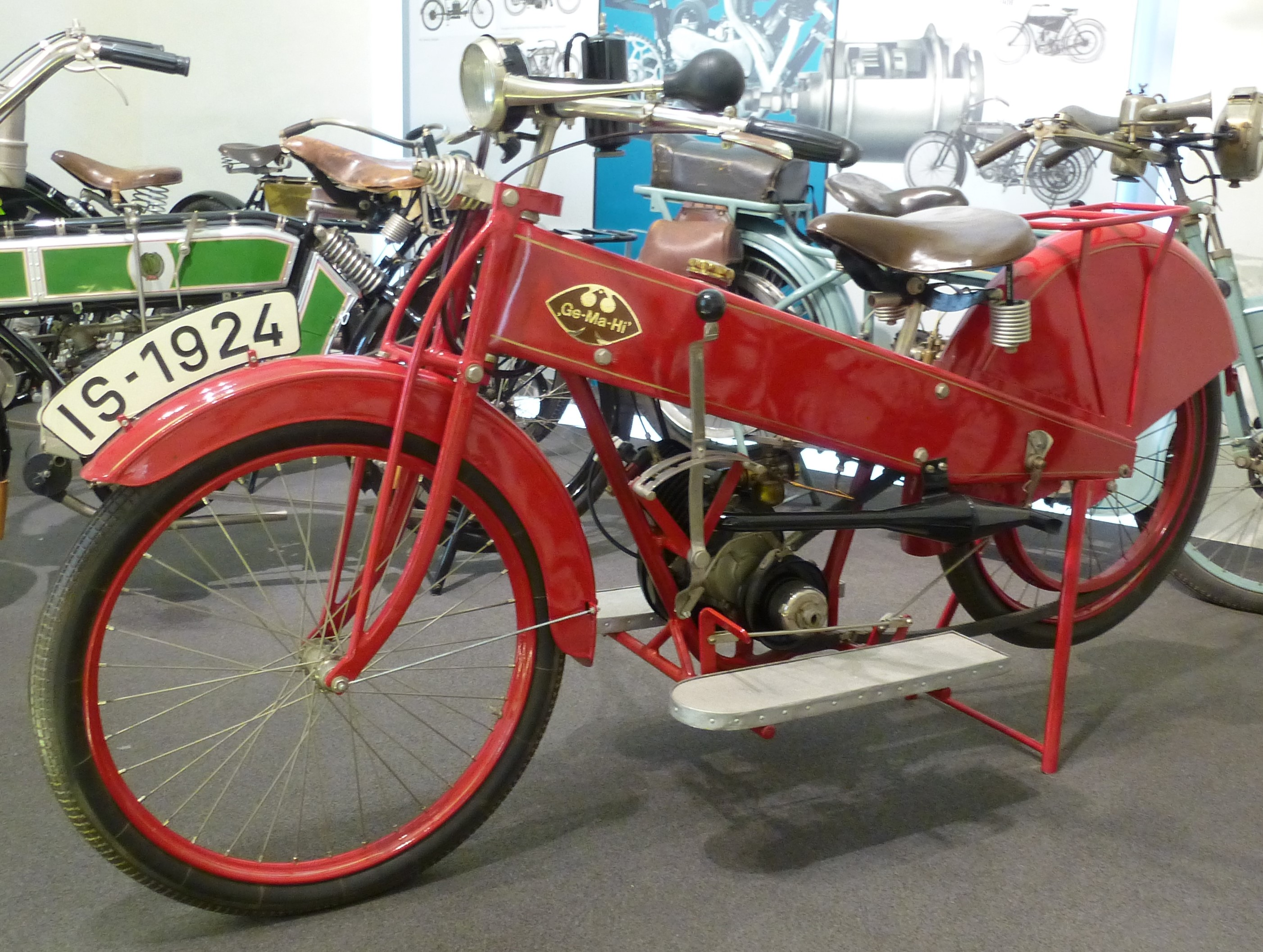
Ge-Ma-Hi von 1924

Ge-Ma-Hi war ein Motorradhersteller in Deutschland.

## Unternehmensgeschichte
Das Unternehmen firmierte anfangs unter Marquardt & Hillmann und hatte seinen Sitz in Magdeburg. 1924 begann die Produktion von Motorrädern unter dem Markennamen Ge-Ma-Hi. 1927 endete die Produktion. Eine andere Quelle gibt die Bauzeit mit 1923 bis 1928 an.

## Motorräder
Einige der Motorräder hatten einen Rohrrahmen üblicher Bauart, andere ein Fahrgestell mit Tankrohrrahmen aus Stahlblech.
Zugekaufte Zweitaktmotoren trieben die Fahrzeuge an. Genannt sind Motoren von Esbe mit 131 cm³ Hubraum, Bekamo mit 149 cm³ Hubraum, Grade mit 149 cm³ Hubraum sowie DKW mit 149 cm³ und 173 cm³ Hubraum. Eine andere Quelle nennt Motoren von Grade und Villiers.
Ein erhaltenes Fahrzeug ist im Motorradmuseum im Jagdschloss Augustusburg ausgestellt. Es hat einen Einzylinder-Zweitaktmotor mit 143 cm³ Hubraum und 2,5 PS Leistung.